# Форлеш
Форлеш (порт. Forles)  —  район (фрегезия) в Португалии,  входит в округ Визеу. Является составной частью муниципалитета  Сатан. Находится в составе крупной городской агломерации Большое Визеу. По старому административному делению входил в провинцию Бейра-Алта. Входит в экономико-статистический  субрегион Дан-Лафойнш, который входит в Центральный регион. Население составляет 93 человека на 2001 год. Занимает площадь 6,67 км².
Покровителем района считается Святая Лусия (порт. Santa Luzia).